# Trattato di Praga (1973)
Il trattato di Praga fu firmato l'11 dicembre 1973, a Praga, dalla Repubblica Federale Tedesca e dalla Cecoslovacchia. Con questo trattato i due Stati si riconoscevano reciprocamente e avviavano rapporti diplomatici. Inoltre venivano dichiarati nulli e privi di valore gli accordi di Monaco del 1938, riconoscendo l'inviolabilità dei loro confini comuni e abbandonando tutte le rivendicazioni territoriali.
Il trattato di Praga era un elemento importante dell'Ostpolitik portata avanti dal cancelliere tedesco Willy Brandt e sostenuta dal suo partito al potere nel Bundestag. Inoltre, dal momento che la Germania (RFT) e la Cecoslovacchia non avevano firmato alcun trattato dopo la fine della seconda guerra mondiale, questo trattato funzionò anche come trattato di pace tra i due paesi, e continua a esserlo tutt'oggi: la parte occidentale della Cecoslovacchia che confinava con la Germania è ora parte della Repubblica Ceca, che ha anch'essa ratificato questo trattato.
La firma di questo trattato significava per la Germania il definitivo abbandono di ogni rivendicazione sui Sudeti. Parte dell'opinione pubblica tedesca fu contraria a questa soluzione, come d'altronde lo era stata in occasione della firma del trattato di Varsavia.